# Sallai Róbert Benedek
Sallai Róbert Benedek (Mezőtúr, 1974. augusztus 13. –) magyar természetvédelmi mérnök, biogazdálkodó, politikus. A rendszerváltást követően a zöldmozgalom aktív résztvevője, elsősorban a Nimfea Természetvédelmi Egyesületben tevékenykedett. 1998 és 2002 között, valamint 2010-től túrkevei önkormányzati képviselő; 2019 óta a város polgármestere. A 2014-es országgyűlési választáson a Lehet Más a Politika országos listájáról szerzett parlamenti mandátumot. Az Országgyűlés Fenntartható fejlődés bizottságának elnöke a ciklus végéig.

## Életpályája
Általános iskolai tanulmányait Túrkevén végezte, majd a szolnoki Kereskedelmi és Vendéglátóipari Szakközépiskolában tanult. 1993-ban érettségizett a Ványai Ambrus Gimnáziumban. Sorkatonai szolgálatának teljesítése után a túrkevei önkormányzatnál kezdett el dolgozni szociális előadóként, itt elsősorban gyámügyi és szociálpolitikai kérdésekkel foglalkozott. 1996-tól a karcagi önkormányzati művelődési központjában volt szakművelődési előadó. Emellett 1995-től a Nimfea Természetvédelmi egyesület központi irodájának vezetője lett. Itt 1999-ig tevékenykedett, majd saját céget alapítva foglalkozott természetvédelmi kérdésekkel. 2003 és 2006 között a Debreceni Egyetem Agrártudományi Centrumában tanult és természetvédelmi mérnöki diplomát szerzett, ezt követően környezetvédelmi jogi tanulmányokat folytatott. Ezenkívül többek között méhészi, lovas sportoktatói és vadgazdálkodási képesítéseket is szerzett. 2005-ben visszatért a Nimfeához, az egyesület ügyvezetőjének választották, pozícióját 2014-ig viselte. Saját gazdaságot irányít mezőgazdasági vállalkozóként.
Munkái mellett számos kormányzati környezetvédelmi szakértői testület tagja, valamint 2004 és 2005 között a Természeti Örökségünk Alapítvány kuratóriumának tagja, 2007 és 2009 között az Országos Környezetvédelmi Tanács, illetve 2009 és 2010 között a Nemzeti Civil Alapprogram Tanácsának tagja. 2002 és 2005 között a Magyar Természetvédők Szövetsége elnökségi tagja volt. Ezenkívül szerepet vállalt a közéletben is: a Herman Ottó Természetvédő Kör színeiben (amelynek 1992 és 1998 között elnöke volt) 1998-ban túrkevei önkormányzati képviselővé választották. Mandátumát 2002-ig viselte. 2010-ben újra önkormányzati képviselő lett; 2019-ben polgármesternek is megválasztották a városban.

### Az LMP-ben
2008-ban a Lehet Más a Politika társadalmi kezdeményezés, majd 2009-ben a párt alapító tagja volt. Az alapítástól 2010-ig az országos választmány tagjaként és 2010-ben egyik szóvivőjeként tevékenykedett. 2012-ben kilépett a pártból, majd egy évre rá visszatért. A 2014-es országgyűlési választáson pártja országos listájának negyedik helyéről mandátumot szerzett. Emellett 2013-ban az LMP pártalapítványa, az Ökopolisz Alapítvány kuratóriumának tagja lett.
2017-ben bejelentette, hogy a 2018-as országgyűlési választások után visszavonul a képviselői munkától.
A 2018-as magyarországi országgyűlési választáson az LMP képviselőjelöltje a Jász-Nagykun-Szolnok megye 3. OEVK-ben és az országos lista 15. helyén.
2018 áprilisában a sajtóban – válaszként más pártoknak az LMP-vel kapcsolatos bírálataira – több éles hangú nyilatkozatot tett azon képviselőjelöltekkel szemben, akik más ellenzéki jelölt érdekében visszaléptek a választás előtt, valamint a pártvezetés azon tagjaival szemben (különös tekintettel Hadházy Ákos társelnökre), akik ezeket a visszalépéseket támogatták. Hadházy egy interjúban azt állította, hogy Sallai és Schiffer András egykori pártelnök kártérítési perrel fenyegették meg a visszalépett képviselőjelölteket. Ezt követően a sajtó is hírt adott a párton belüli súlyos személyi feszültségekről.
Sajtóhírek szerint 2018. április 14-én, az LMP-nek a visszalépéseket tárgyaló belső fórumán, Sallai fizikailag inzultálta Hadházy Ákost, majd távozott. Egyes sajtóhírek szerint Sallai megpróbálta megütni Hadházy Ákost, akinek ennek nyomán felborult a széke. Mivel Hadházy beütötte a fejét és elveszítette az eszméletét, mentőt hívtak. Szél Bernadett társelnök felszólította Sallait, hogy távozzék a pártból. Az előző napok eseményeiről Sallai 2018. április 15-én "Én, az agresszor" címmel publikált egy rövid írást Facebook-oldalán. Júliusban az LMP etikai bizottsága eltiltotta attól, hogy bármilyen párttisztségre jelöltesse magát.
2019 júniusában Sallai kilépett az LMP-ből. 2019 decemberben becsületsértés miatt bűnösnek mondták ki a Hadházy Ákossal történt dulakodás ügyében; tettéért két évre próbára bocsátották és neki kellett megfizetnie 14 200 forint bűnügyi költséget is.

### Függetlenként
2019. október 13-án az önkormányzati választások során függetlenként indulva Túrkeve polgármesterévé választották.

## Főbb művei
- Pirkadat után; Herman Ottó Természetvédő Kör, Túrkeve, 2002 (Zöldike könyvsorozat)
- Miért rossz a karcagi kistérség környezetvédelmi programja?... Esettanulmány egy környezetvédelmi programról, annak elfogadásáról és az elfogadás körülményeiről a túrkevei képviselő-testület munkája alapján; Herman Ottó Természetvédő Kör, Túrkeve, 2003 (Nimfea tanulmánykötetek)
- Egy kezdő képviselő naplója. Közéleti rémtörténetek; Kossuth, Budapest, 2018